# Josua Schwartz

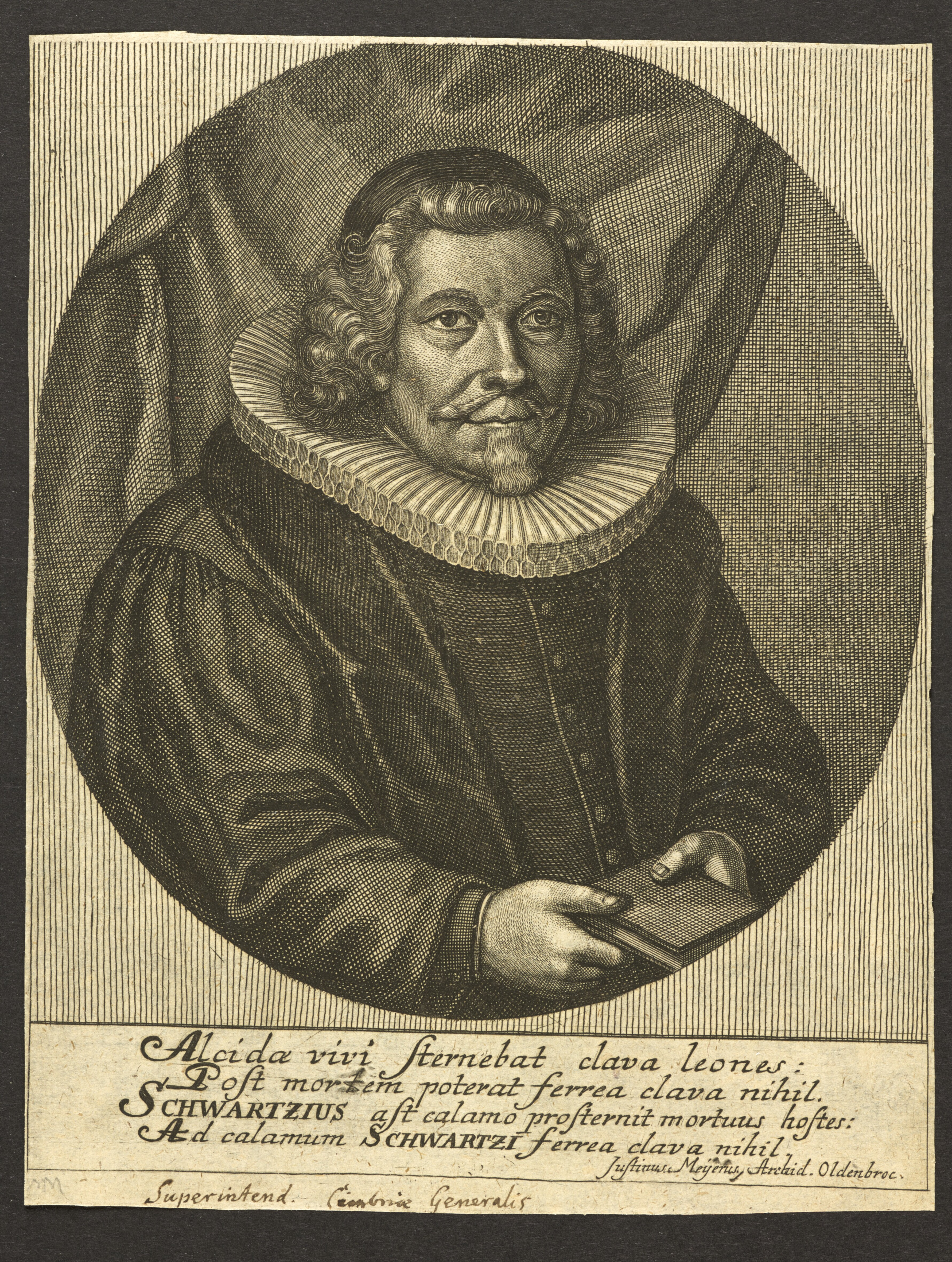
Josua Schwartz.

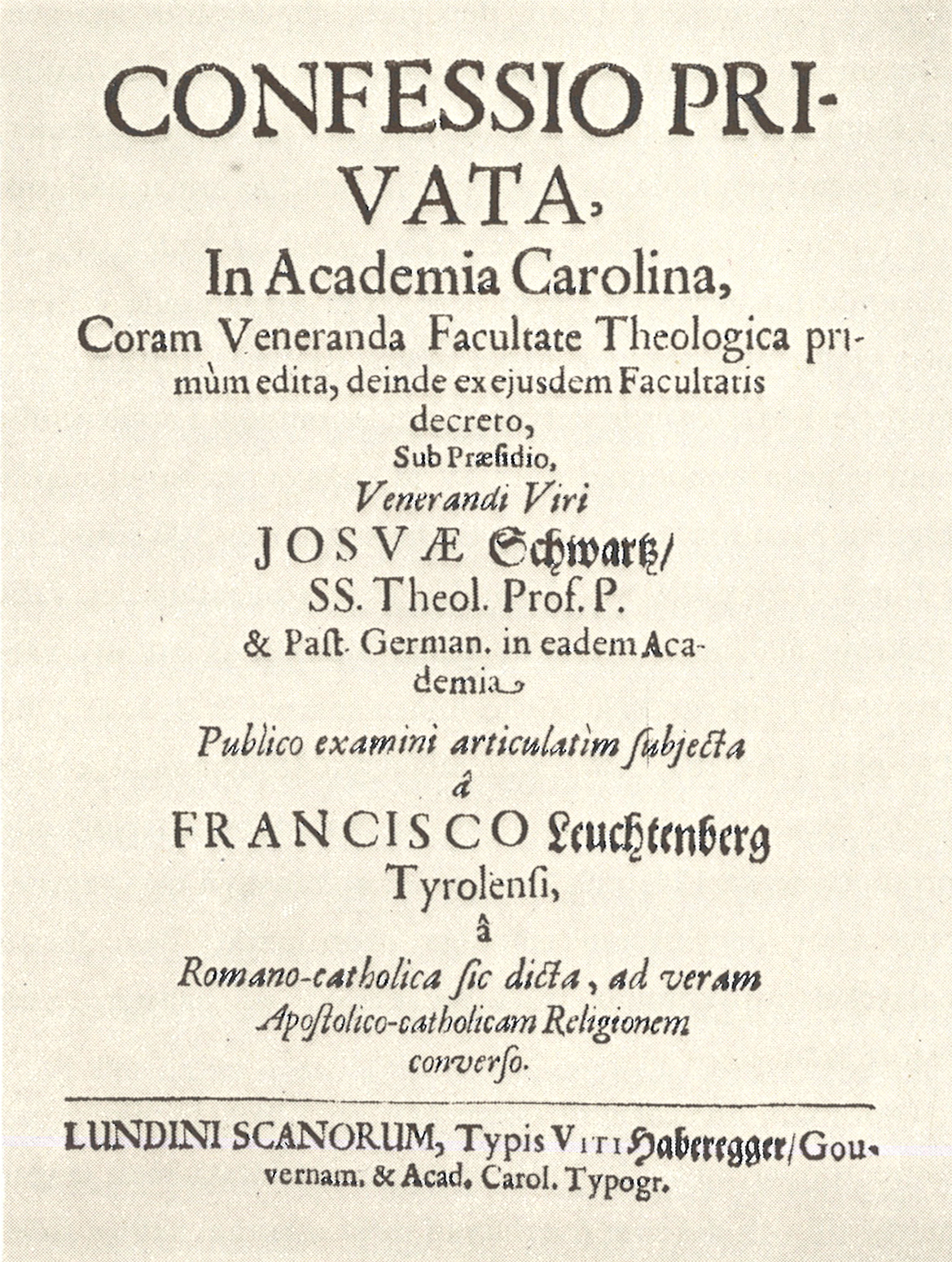
Titelbladet till en avhandling ventilerad under Schwartz presidium. Respondent var Franz Leuchtenberg, en student från Tyrolen som konverterat till protestantismen.

Josua Schwartz, född 2 februari 1632 i Waldau i Pommern (idag Wałdowo i Sępólno Krajeńskie), död 6 januari 1709 i Rendsburg, var en tyskfödd professor i teologi vid Lunds universitet samt dansk generalsuperintendent.

## Biografi
Schwartz fader Jacob var kyrkoherde i Waldau, och sonen fick således en gedigen utbildning; efter förberedande skola i Stolpe skickades han till universitetet i Wittenberg, där han med stor framgång studerade under Johann Andreas Quenstedt.
Efter examen reste han runt i Europa, men gjorde sig efter hemkomsten snabbt impopulär i Stolpe genom sin lutherskt färgade kritik mot den reformerta kristendomen. Saken drevs till sin spets efter en antireformert predikan år 1661, varför han tvingades fly först till Danzig och därifrån, för att undkomma arrest, till Stockholm.
I Stockholm utnämndes han 1667 av Hedvig Eleonora till extra ordinarie professor vid det nygrundade universitetet i Lund, men blev redan 1668 ordinarie professor i teologi vid samma universitet. Vid samma lärosäte promoverades han 1672 till teologie doktor. I Lund gjorde sig Schwartz snart känd för sin stora kverulans. Hans tid som professor kantades av ständiga bråk med sina kollegor; han tvingades göra offentlig avbön efter att ha beskyllt biskop Peder Winstrup för högförräderi och irrlärighet, och fejdade konstant med Samuel Pufendorf, något som föranledde att Karl XI själv fick träda in och mot Pufendorfs önskningar förordna Schwartz till universitetets rektor på vårterminen 1673.
Josua Schwartz karakteriserades såsom ”en god disputator och beter sig driftig in consistorio [...]. Men der Guds sak är å färde skämtar han icke, utan gör sitt embete med ifver och skulle förr gå i elden än gifva efter”, något som med all önskvärd tydlighet visades i hans fortsatta fejder med Samuel Pufendorf. Pufendorfs år 1672 utgivna bok De jure naturae et gentium ansågs av Schwartz strida mot den rätta kristna läran, vilket föranledde honom och hans professorskollega Nils Beckman att ge moteld genom att år 1673 i Giessen utge motskriften Index novitatum in Sam. Pufendorfii libris de jure naturae et gentium, contra orthodoxise fundamenta, contentarum. Saken löstes genom att konsistoriet befallde att Beckmans och Schwartz skrift skulle brännas på bål, vilket också skedde år 1675.
Under Skånska kriget misstänkte danskarna att Schwartz i hemlighet brevväxlade med Sverige, varför han – för att bevisa sin oskuld – var tvungen att predika tro och lydnad till Danmark. Efter den svenska segern var han tvungen att i all hast fly till Köpenhamn, där han 1680 utnämndes till hovpredikant. Här gjorde hans predikningar mot den reformerta tron honom impopulär hos den reformerta danska drottningen Charlotta Amalia, varför han 1684 fick bli generalsuperintendent för Slesvig, en tjänst som han 1689 kunde kombinera med den som generalsuperintendent för Holstein. Även här höll Schwartz starkt på den lutherska ortodoxin och försökte bekämpa tidens pietistiska strömningar, vilket ledde till ytterligare skriftliga strider och trätor med områdets prästerskap fram till hans död på sitt ämbetssäte i Rendsburg 1709.